# Boselaphini
Boselaphini là một tông gồm các loài linh dương thuộc về phân họ Bovinae của họ Bovidae. Nó chứa 2 chi còn loài sinh tồn.

## Mô tả
Boselaphini là một bộ chỉ về những con linh dương có 04 sừng, sừng phân nhánh và những cá thể sống sót có vẻ như tương đồng với tổ tiên của chúng. Những hóa thạch cổ nhất của các thành viên trong bộ này chẳng hạn như Eotragus, xuất hiện trong thế Miocene khoảng 16 tới 18 triệu năm trước đây. Nhiều hóa thạch sừng của chúng co điểm tương đồng với hai loài đang sống trong nhiều trường hợp Có nhiều loài không có sừng. Nhiều loài là loài bản địa trong những khu rừng ở Ấn Độ hoặc được là những vùng đồng trống. Nhiều loài còn sống đã được du nhập đi nhiều nơi chẳng hạn như linh dương nilgai đã được du nhập tới nam Texas nơi mà dân số của chúng đã lên đến 15,000 con

## Các chi
Bộ này có các chi sau
Bộ Boselaphini
- Boselaphus
  - Boselaphus tragocamelus - Nilgai hay còn gọi là linh dương bò lam (không nên nhầm với loài đã tuyệt chủng là Hippotragus leucophaeus)
- †Elachistoceras
- †Duboisia
- †Dystychoceras
- †Eotragus
- †Kipsigicerus
- †Mesembriportax
- †Miotragocerus
- †Pachyportax
- †Perimia
- †Phronetragus
- †Pliodorcas
- †Plioportax
- †Proboselaphus
- †Protragocerus
- †Ruticeros
- †Samokeros
- †Selenoportax
- †Sivaportax
- †Sivoreas
- †Strogulognathus
- Tetracerus
  - Tetracerus quadricornis - Linh dương bốn nhánh sừng[3]
- †Tragoportax
- †Tragoreas